# Tay Forest Park
Tay Forest Park är en park i Storbritannien.   Den ligger i kommunen Perth and Kinross och riksdelen Skottland, i den norra delen av landet, 600 km norr om huvudstaden London. Tay Forest Park ligger 237 meter över havet.
Terrängen runt Tay Forest Park är kuperad. Runt Tay Forest Park är det mycket glesbefolkat, med 5 invånare per kvadratkilometer. Närmaste större samhälle är Pitlochry, 12,7 km nordost om Tay Forest Park. I omgivningarna runt Tay Forest Park växer i huvudsak blandskog.